# Regiunea Ruse
Ruse este o regiune (oblast) în nordul Bulgariei, lângă Dunăre. Se învecinează cu regiunile Razgrad, Târgoviște și Veliko Tarnovo. Capitala sa este orașul omonim.
1. ↑  EKATTE, accesat în 10 iulie 2024
2. ↑  GeoNames, accesat în 9 iulie 2017